# Újpest
Újpest (tysk: Neu-Pest, eng: New Pest) er det fjerde distrikt og bydel i Ungarns hovedstad Budapest. Området er beliggende op til Donau-floden. Navnet Újpest betyder "Ny Pest", da stedet blev grundlagt på grænsen til Pest i 1838.
Újpest var i over seks århundrede én landsby, indtil stedet i 1907 blev lavet til en selvstændig by. I 1950 blev Újpest en del af Stor-Budapest, og samme år udnævnt som hovedstadens 4. distrikt.
Fodboldklubben Újpest FC er opkaldt efter området, og har spillet her siden etableringen i 1885.

## Distriktet
Distriktet består af seks dele. Újpest er den største, men der findes også Megyer, Káposztásmegyer, Istvántelek, Székesdűlő og den nordlige del af øen Népsziget.